# Delomys dorsalis
A Delomys dorsalis az emlősök (Mammalia) osztályának rágcsálók (Rodentia) rendjébe, ezen belül a hörcsögfélék (Cricetidae) családjába tartozó faj.
A Delomys emlősnem típusfaja.

## Előfordulása
A Delomys dorsalis Dél-Amerika egyik endemikus rágcsálója. Az előfordulási területe Argentínától egészen Brazíliáig tart.

## Életmódja
A kis rágcsáló 2400 méteres tengerszint feletti magasságban is fellelhető. Azokat az élőhelyeket kedveli, ahol a keskeny levelű araukária (Araucaria angustifolia) széles körben elterjedt.

## Képek

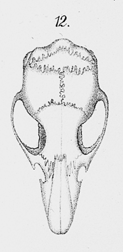
A koponyája felülről

### Fordítás
- Ez a szócikk részben vagy egészben  a   Striped Atlantic Forest rat című angol Wikipédia-szócikk ezen változatának fordításán alapul.  Az eredeti cikk szerkesztőit annak laptörténete sorolja fel. Ez a jelzés csupán a megfogalmazás eredetét és a szerzői jogokat jelzi, nem szolgál a cikkben szereplő információk forrásmegjelöléseként.